# 알프레도 팔라시오
루이스 알프레도 팔라시오 곤살레스(스페인어: Luis Alfredo Palacio González, 1939년 1월 22일~2025년 5월 22일)는 에콰도르의 정치인으로, 2003년부터 2005년까지 부통령으로 재임하였다. 재임 중 구티에레스대통령의 궐위로 대통령직을 승계, 前대통령의 잔여임기를 채웠다.
2003년 구티에레스 대통령의 러닝메이트로 부통령으로 당선되었다.
하지만 좌익의 기대와는 달리 구티에레스의 정책이 친미·친자본주의로 이어졌는 데다가, 거기에다 부패에 연루되어, 국민들의 반감을 사게 되었다.
결국 구티에레스는 탄핵이 밟히기 시작하고, 이에 도주를 시도하다가 체포된다.
그러자 팔라시오는 이렇게 말했다.
"독재는 오늘로 끝났습니다. 부도덕과 테러와 공포도 끝났습니다."
이후 대통령직을 승계하였고, 2007년 대선 결과에 따라 라파엘 코레아에게 권력을 이양했다.

## 역대 선거 결과
| 선거명      | 직책명            | 대수 | 정당   | 1차 득표율 | 1차 득표수 | 2차 득표율 | 2차 득표수  | 결과 | 당락 |
| ----------- | ----------------- | ---- | ------ | ---------- | ---------- | ---------- | ----------- | ---- | ---- |
| 2002년 선거 | 에콰도르의 부통령 | 46대 | 무소속 | 20.64%     | 943,123표  | 54.79%     | 2,803,243표 | 1위  |      |

## 참조
1. ↑  최기훈 (2005년 4월 21일). “에콰도르, 국민 시위로 대통령 축출”. 2012년 5월 12일에 확인함.
2. ↑  최기훈 (2005년 4월 21일). “에콰도르, 국민 시위로 대통령 축출”. 2012년 5월 12일에 확인함.
3. ↑  최기훈 (2005년 4월 21일). “에콰도르, 국민 시위로 대통령 축출”. 2012년 5월 12일에 확인함.